# Rivalové
Rivalové (v anglickém originále Rush) je britsko-německý sportovní biografický film z roku 2013 režiséra Rona Howarda, podle scénáře Petera Morgana, který pojednává o rivalitě mezi jezdci Formule 1, Jamesem Huntem a Niki Laudou.
Světová premiéra filmu proběhla 2. září 2013 v Londýně, do kin šel film ve Velké Británii 13. září. V České republice a na Slovensku měl film premiéru o měsíc později, dne 3. října 2013.

## Obsah filmu
James Hunt a Niki Lauda jsou dva vysoce zkušení automobiloví závodníci, kteří si mezi sebou rivalitu vytvoří poprvé v roce 1970 na závodě Formule 3 na okruhu Crystal Palace v Anglii, kde se v závodu vymknou kontrole oba jejich vozy, Hunt závod nakonec vyhraje. Hunt je drzý mladý Angličan s tendencí zvracet, zatímco Rakušan Niki Lauda je chladný, přesný technický génius, který spoléhá na přesnost. Poté, co se Lauda pohádá se svým otcem, tak si bere velkou bankovní půjčku a koupí si tak cestu do týmu Formule 1, kde se poprvé setká se svým kolegou Clayem Regazzonim. Mezitím Hesketh Racing, rodící se závodní tým v čele s Huntem, vstupuje do Formule 1 taktéž. Lauda se poté přidá s Regazzonim k Scuderia Ferrari a v roce 1975 vyhrává svůj první mistrovský titul. Hesketh skončí své působení poté, co nedokázalo sehnat sponzora pro další sezónu, ale Huntovi se podaří získat řidičskou pozici u McLarenu poté, co Emerson Fittipaldi opustí tým. V tomto čase se Hunt ožení se supermodelkou Suzy Miller, zatímco Lauda začne vztah s Marlene Knaus, dívkou pocházející z bohaté rodiny.
Sezóna 1976 ve Formuli 1 začíná Laudovými dvěma výhrami, zatímco se ho Hunt marně snaží dohnat. Hunt vyhrává Velkou cenu Španělska, ale vzápětí je po závodě diskvalifikován, protože inspekce rozhodne, že jeho auto je příliš široké. McLaren se snaží dodržet pravidla Formule 1, a tak prohraje několik následujících závodů a Huntova situace se zhoršuje, když zjistí, že jeho manželka Suzy má milostnou aféru s hercem Richardem Burtonem. Následuje rozvod, během kterého získá zpět svého sportovního ducha, jeho diskvalifikace ze Španělska je zrušena, získá body, které ztratil a uvede se zpátky do boje o výhru. Mezitím se Lauda ožení s Marlene na soukromém obřadu, ale začne mít pochyby ohledně účinků manželství na jeho závodní kariéru.
Na Grand Prix Německa, Lauda naléhá na výbor Formule 1, aby zrušili závod kvůli silnému dešti na již notoricky nebezpečném okruhu Nürburgring. Žádost ale většina jezdců zamítne, když je Hunt přesvědčí, že Lauda se bojí ztráty bodů. Hunt i Lauda začínají závod s pneumatikami do deště, což se stane špatnou taktikou, protože většina trati rychle vysychá. Oba se snaží změnit pneumatiky během druhého kola, ale v polovině třetího kole se zlomí A-rameno v Laudově Ferrari, tím posílá letící auto do náspu před tím, než vybouchne v plamenech a zasáhne i ostatní auta na trati. Lauda je vytažen z hořícího vraku, je přepraven do nemocnice s popáleninami třetího stupně na hlavě, obličeji a s nebezpečnými vnitřními popáleninami na plicích. Po následujících šest týdnů je Lauda léčen ze svých zranění, zatímco sleduje svého rivala, jak během jeho nepřítomnosti dominuje závodům. I přes rady svého lékaře se vrací na závodnický okruh na Grand Prix Itálie, kde skončí na čtvrtém místě, zatímco Hunt závod nedokončí.
Sezóna 1976 končí v prostředí deštěm smáčené Grand Prix Japonska. Hunt v nepřítomnosti Laudy získal o tři body méně než Lauda v celkovém pořadí. Na konci druhého okruhu se Lauda vrací do boxů, odstupuje se závodu a rozhodne se zůstat s Marlene místo toho, aby znovu riskoval svůj život na trati. Hunt nyní potřebuje skončit třetí nebo lépe, aby získal mistrovský titul. Po čelení tvrdé konkurenci v náročných podmínkách, překonání problémů s pneumatikami a zranění ruky, Hunt nakonec končí třetí, díky čemuž získá o jeden bod víc než Lauda a vyhrává mistrovský titul. Hunt stráví zbytek roku s večírky, sexem a drogami, zatímco v Laudovi se vzbudí zájem o létání v soukromých letadlech. Na soukromém letišti v Bologne Lauda navrhuje Huntovi, aby se soustředil na nadcházející závodní sezónu, ale později si uvědomí, že Hunt si již nemá co dokazovat. Hunt pokračuje se závoděním až do jeho odchodu v roce 1979, a poté se stane televizním sportovním komentátorem, než v roce 1993 zemře ve věku 45 let.

## Obsazení

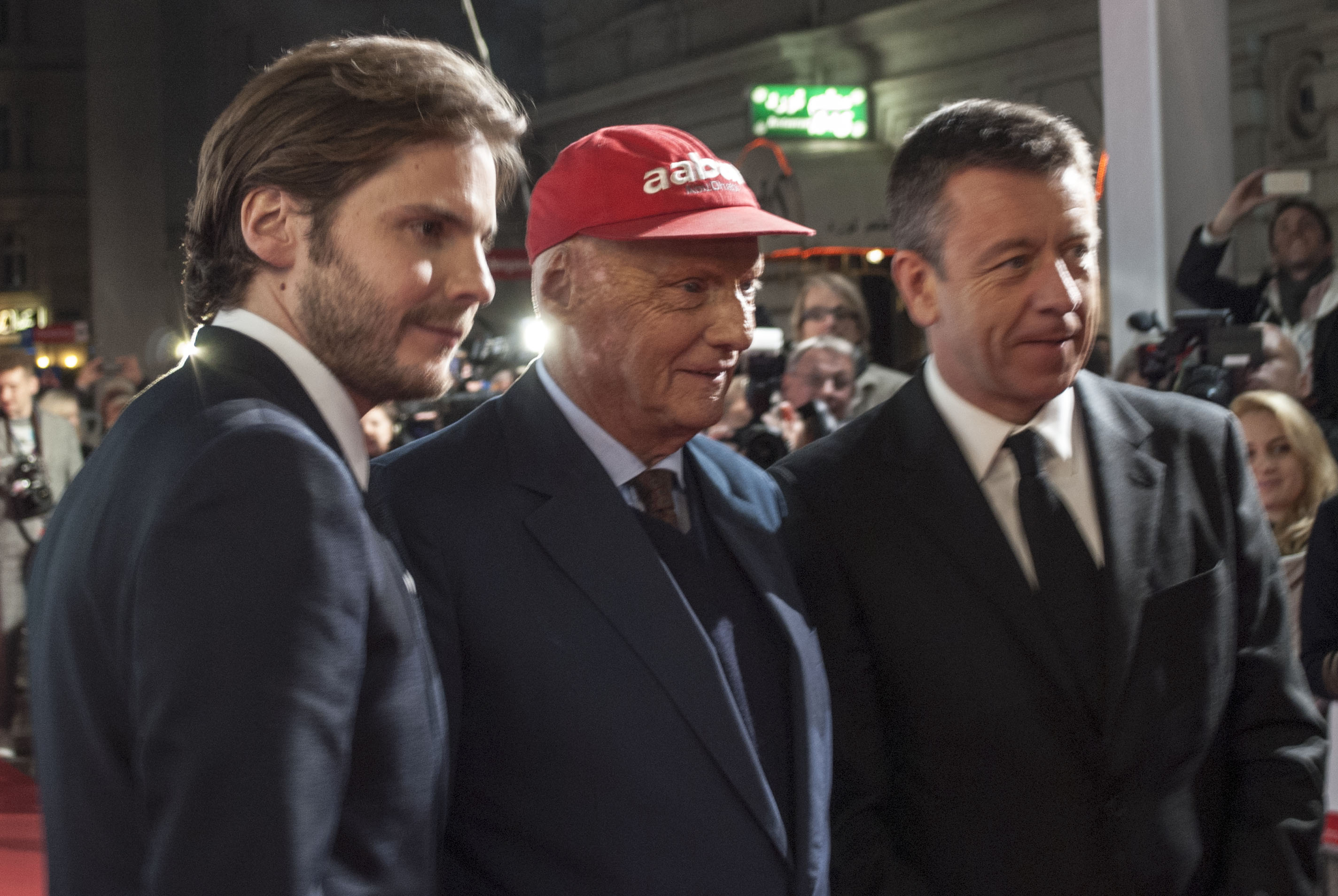
Daniel Brühl, Niki Lauda a Peter Morgan na premiéře filmu ve Vídni

| Chris Hemsworth      | James Hunt                  |
| Daniel Brühl         | Niki Lauda                  |
| Olivia Wildeová      | Suzy Miller                 |
| Alexandra Maria Lara | Marlene (Knaus) Lauda       |
| Pierfrancesco Favino | Clay Regazzoni              |
| David Calder         | Louis Stanley               |
| Natalie Dormerová    | zdravotní sestra Gemma      |
| Stephen Mangan       | Alastair Caldwell           |
| Christian McKay      | Alexander Hesketh           |
| Alistair Petrie      | Stirling Moss               |
| Julian Rhind-Tutt    | Bubbles Horsley             |
| Colin Stinton        | Teddy Meyer                 |
| Jamie de Courcey     | Harvey Postlethwaite        |
| Augusto Dallara      | Enzo Ferrari                |
| Ilario Calvo         | Luca Cordero di Motnezemolo |
| James Norton         | Guy Edwards                 |
| Martin J Smith       | Jody Scheckter              |
| Rob Austin           | Brett Lunger                |
| Tom Wlaschiha        | Harald Ertl                 |